# 500cc Grand Prix
500cc Grand Prix est un jeu vidéo de course de moto développé et édité par Microïds en 1986 sur Amstrad CPC. Il a été édité en 1987 sur Atari ST, Commodore 64, Commodore 128, Thomson (Thomson MO6, Thomson TO8 et sous DOS. C'est l'un des premiers jeux français sorti sur Atari ST.
Le jeu a eu une suite en 1990 : Grand Prix 500 2.

## Système de jeu
Ce jeu de course en caméra subjective pour un ou deux joueurs oppose 6 pilotes (bleu, noir, vert foncé, ) sur une course de 9 tours parmi 12 circuits prestigieux comme ceux de Spa en Belgique ou du Kyalami en Afrique du Sud. Le pilote qui aura récolté le plus grand nombre de points au bout des 12 courses sera déclaré champion du monde.
Deux modes de jeu : le mode démo (deux pilotes sur la piste) ou le mode championnat du monde (6 pilotes pendant 12 courses).